# LYRM7
LYRM7 (англ. LYR motif containing 7) – білок, який кодується однойменним геном, розташованим у людей на 5-й хромосомі. Довжина поліпептидного ланцюга білка становить 104 амінокислот, а молекулярна маса — 11 955.
| 10         |  | 20         |  | 30         |  | 40         |  | 50         |
| ---------- |  | ---------- |  | ---------- |  | ---------- |  | ---------- |
| MGRAVKVLQL |  | FKTLHRTRQQ |  | VFKNDARALE |  | AARIKINEEF |  | KNNKSETSSK |
| KIEELMKIGS |  | DVELLLRTSV |  | IQGIHTDHNT |  | LKLVPRKDLL |  | VENVPYCDAP |
| TQKQ       |  |            |  |            |  |            |  |            |

A: Аланін

C: Цистеїн

D: Аспарагінова кислота

E: Глутамінова кислота

F: Фенілаланін

G: Гліцин

H: Гістидин

I: Ізолейцин

K: Лізин

L: Лейцин

M: Метіонін

N: Аспарагін

P: Пролін

Q: Глутамін

R: Аргінін

S: Серин

T: Треонін

V: Валін

Кодований геном білок за функціями належить до шаперонів, фосфопротеїнів. 
Локалізований у мітохондрії.